# AFC Women’s Club Championship 2019
Die AFC Women’s Club Championship 2019 war die erste Spielzeit für asiatische Frauenfußball-Vereinsmannschaften im Fußball. Das Rundenturnier im südkoreanischen Yongin begann am 26. und endete am 30. November 2019. Am Wettbewerb nahmen in dieser Saison die vier Meister aus Japan, Südkorea, China und Australien teil.
Sieger wurde zum ersten Mal der japanische Verein Nippon TV Beleza.

## Teilnehmer
| Verband    | Verein                           | Qualifiziert als                              |
| ---------- | -------------------------------- | --------------------------------------------- |
| Australien | Melbourne Victory                | Meister der W-League 2018/19                  |
| China      | Jiangsu Suning                   | Meister der Chinese Women’s Super League 2019 |
| Japan      | Nippon TV Beleza                 | Meister der Nadeshiko League Division 1 2018  |
| Südkorea   | Incheon Hyundai Steel Red Angels | Meister der WK-League 2018                    |

## Gruppenphase
| Pl. | Verein                           | Sp. | S | U | N | Tore    | Diff. | Punkte |
| --- | -------------------------------- | --- | - | - | - | ------- | ----- | ------ |
| 1.  | Nippon TV Beleza                 | 3   | 2 | 1 | 0 | 008:100 | +7    | 07     |
| 2.  | Jiangsu Suning                   | 3   | 1 | 2 | 0 | 004:200 | +2    | 05     |
| 3.  | Incheon Hyundai Steel Red Angels | 3   | 1 | 0 | 2 | 004:400 | ±0    | 03     |
| 4.  | Melbourne Victory                | 3   | 0 | 1 | 2 | 001:100 | −9    | 01     |

| 26. November 2019                |     |                                  |
| Nippon TV Beleza                 | 1:1 | Jiangsu Suning                   |
| Melbourne Victory                | 0:4 | Incheon Hyundai Steel Red Angels |
| 28. November 2019                |     |                                  |
| Jiangsu Suning                   | 1:1 | Melbourne Victory                |
| Incheon Hyundai Steel Red Angels | 0:2 | Nippon TV Beleza                 |
| 30. November 2019                |     |                                  |
| Melbourne Victory                | 0:5 | Nippon TV Beleza                 |
| Jiangsu Suning                   | 2:0 | Incheon Hyundai Steel Red Angels |